# Gabriel Delessert
Pour les articles homonymes, voir Delessert.
Gabriel Abraham Marguerite Delessert, né le 17 mars 1786 à Paris et mort le 29 janvier 1858 à Passy, est un haut fonctionnaire français qui a notamment été préfet de police de Paris de 1836 à 1848.

## Biographie

### Origines familiales et jeunesse
Issu d'une famille de banquiers calvinistes originaires de Genève, installée à Lyon puis à Paris, il est le fils d'Étienne Delessert (1735-1816), fondateur avec son fils aîné Benjamin de la Caisse d'épargne, de la première compagnie d'assurance et du Comptoir général d'escompte.
Au début de la Révolution française, Gabriel est envoyé faire ses études secondaires à Genève ; il rentre à Paris en 1795.

### Débuts professionnels

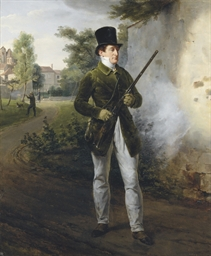
Gabriel Delessert en tenue de chasse,
Horace Vernet, 1821,
collection privée.

Après ses études, il travaille jusqu'en 1830 dans la maison de banque de son père (où il restera jusqu'en 1830). Parallèlement, il est nommé adjudant-commandant de la garde nationale de Paris et prend part à la défense de la capitale en 1814. 
Le 1er juin 1824, il épouse Valentine de Laborde (1806-1894), fille du marquis Alexandre de Laborde (1773-1842) et de Thérèse Sabatier de Cabre (1780-1854). Ils eurent deux enfants :
- Cécile Delessert (1825-1887), qui épousera le comte Alexis de Valon (1818-1851), archéologue et voyageur, puis le colonel Sigismond du Pouget de Nadaillac ;
- Édouard Delessert (1828-1898), peintre, archéologue et pionnier de la photographie.

### Monarchie de Juillet

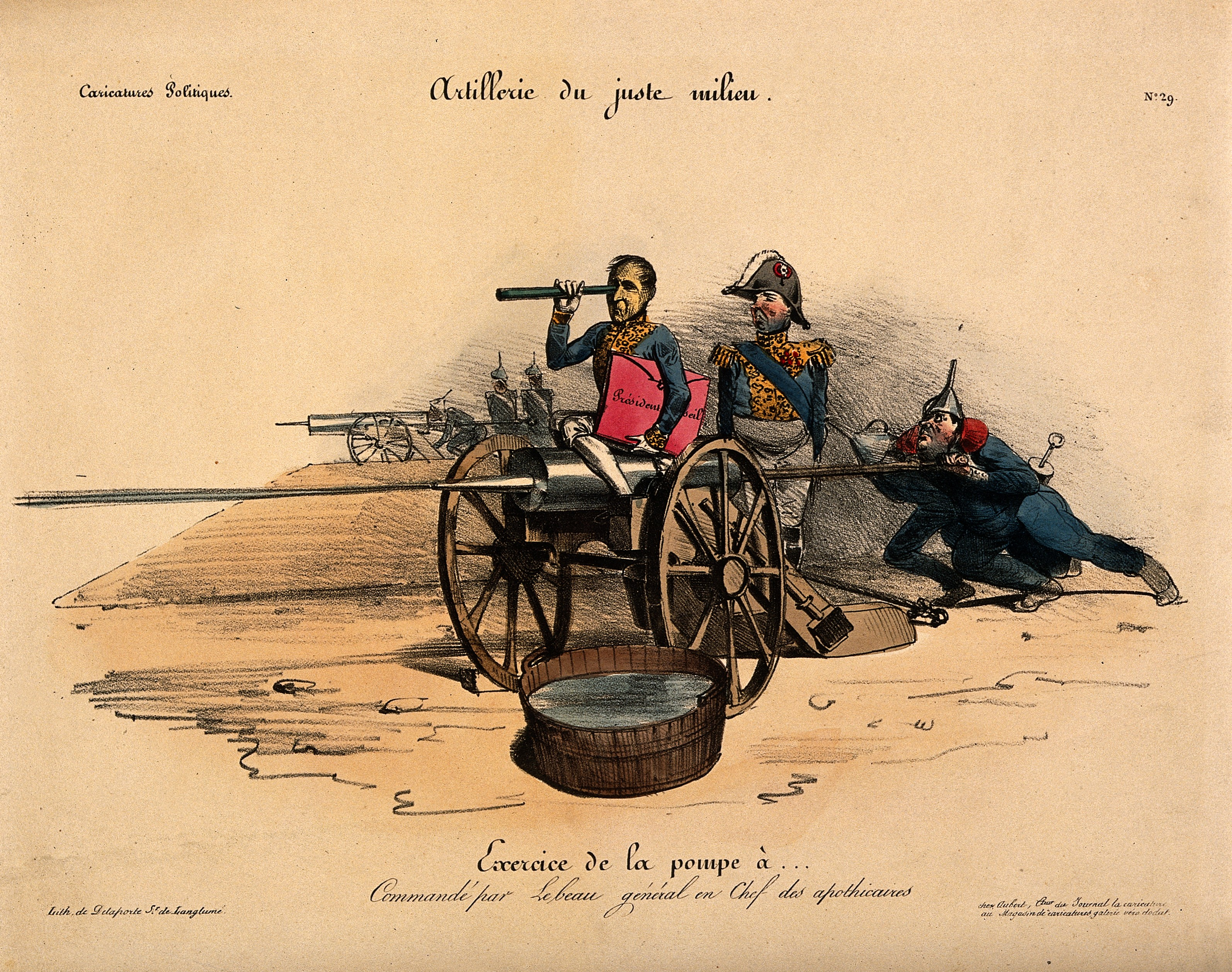
Caricature représentant le général Georges Mouton et Gabriel Delessert.

Lors de la révolution de 1830, il se range aux côtés de Louis-Philippe. Nommé maire de Passy (1er août 1830) — où il possède un hôtel particulier rue Raynouard, à côté de ceux de ses frères —, et colonel d'état-major de la garde nationale (12 août 1830), il fait partie de la commission chargée de préparer la réorganisation des gardes nationales du royaume (17 août). Promu général de brigade de la garde nationale, il se signale dans la répression de l'émeute des 5 et 6 juin 1832. 
Son mandat à Passy prend fin en 1834, alors qu'il entre dans l'administration préfectorale. Il est nommé préfet de l'Aude (12 février 1834), puis d'Eure-et-Loir (27 septembre 1834), avant de devenir préfet de police de Paris (10 septembre 1836) en remplacement d'Henri Gisquet, et conseiller d'État. Il occupe ce poste jusqu'à la révolution de 1848. Il améliore les services des transports, les prisons, la voirie, les services de secours. En reconnaissance des services rendus à l'État, Louis-Philippe le fait pair de France le 24 mars 1844. 
Dans cette période, un de ses indicateurs est Lucien de La Hodde. Un épisode notable est l'incarcération à la Conciergerie du prince Louis-Napoléon Bonaparte après sa tentative de soulèvement de Strasbourg, en dépit des liens de Delessert avec la reine Hortense.
Il occupe une position de premier plan sous la monarchie de Juillet, renforcée par le prestige du salon de sa femme, qui reçoit dans son hôtel de Passy les principales figures de la génération romantique : François-René de Chateaubriand, Adolphe Thiers, Eugène Delacroix, Émile de Girardin, Alfred de Musset, Maxime Du Camp, Charles de Montalembert, Minghetti, Marie d'Agoult et, plus tard, la comtesse de Castiglione, qui devint sa meilleure amie. Delessert est connu pour son intervention dans les derniers mois de vie du compositeur Gaetano Donizetti[pas clair], interné à Ivry-sur-Seine et auquel il refuse l'autorisation de quitter le territoire.

### Les dernières années
Fidèle à la famille d'Orléans après la révolution de 1848, il rend plusieurs fois visite à Louis-Philippe en Angleterre. Par la suite, il refuse de servir le Second Empire. 
Il meurt d'une congestion pulmonaire contractée en sauvant un homme de la noyade. Il laisse une telle réputation d'intégrité qu'« aucun parti n'a osé depuis l'attaquer », selon le maréchal de Castellane dans son Journal.
Il est enterré avec son épouse cimetière de Passy (16e arrondissement de Paris), dans le tombeau de la famille Delessert,.

## Décorations
- Grand officier de la Légion d'honneur (27 avril 1844)
- Grand-croix de l'ordre d'Isabelle la Catholique
- Chevalier de l'ordre de Léopold

## Iconographie
- Portrait en habit de chasse par Horace Vernet et Eugène Lami [réf. nécessaire]
- Portrait en habit de chasse par Horace Vernet, huile sur toile, signée et datée 1821, vendue chez Christie's à Londres le 22 mai 2008, ancienne collection Niall Hobhouse, no 99 du catalogue.